# Ligne de Iisalmi à Ylivieska
La ligne de Iisalmi à Ylivieska (finnois : Iisalmi-Ylivieska-rata), dite aussi ligne Kyösti Kallio (finnois : Kyösti Kallion rata), est une ligne de chemin de fer, à voie unique, du réseau de chemin de fer finlandais qui relie Iisalmi à Ylivieska.

## Histoire
La ligne est ouverte à la circulation en plusieurs phases : la première section d'Iisalmi à Kiuruvesi est mise en service en 1923 ; la section restante est ouverte à la circulation en trois parties en 1925 comme suit : Kiuruvesi-Pyhäsalmi, Pyhäsalmi-Haapajärvi et enfin Haapajärvi-Ylivieska.

## Caractéristiques

### Ligne
La ligne Iisalmi–Ylivieska est la section du réseau ferroviaire finlandais allant d'Iisalmi à Ylivieska via Pyhäjärvi. La longueur de la ligne est de 154,4 kilomètres. La ligne longe la route nationale 27.

## Projets
La ligne à voie unique et non électrifiée, sera électrifiée en 2020-2023.